# Liste der Kulturdenkmäler in Reimerath
In der Liste der Kulturdenkmäler in Reimerath sind alle Kulturdenkmäler der rheinland-pfälzischen Ortsgemeinde Reimerath aufgeführt. Grundlage ist die Denkmalliste des Landes Rheinland-Pfalz (Stand: 17. Juli 2023).

## Einzeldenkmäler
| Bezeichnung                                          | Lage                                              | Baujahr                  | Beschreibung                                       | Bild                           |
| ---------------------------------------------------- | ------------------------------------------------- | ------------------------ | -------------------------------------------------- | ------------------------------ |
| Katholische Filialkirche St. Maria Rosenkranzkönigin | Hauptstraße 17 Lage                               | 1950                     | vierachsiger Saalbau, bezeichnet 1950              | weitere Bilder Fotos hochladen |
| Wohnhaus                                             | Hauptstraße 24 Lage                               | 18. oder 19. Jahrhundert | Fachwerkhaus, 18. oder 19. Jahrhundert             | BW                             |
| Wegekreuz                                            | Hauptstraße, Ecke Schulheiserweg Lage             | 16[xx]                   | Balkenkreuz, Basalt, bezeichnet 16[xx]             | BW                             |
| Wegekapelle                                          | Gemarkung, südwestlich des Ortes an der K 89 Lage | 19. Jahrhundert          | Wegekapelle; Putzbau, wohl aus dem 19. Jahrhundert | Fotos hochladen                |